# Liza macrolepis
 Liza macrolepis és un peix teleosti de la família dels mugílids i de l'ordre dels perciformes present des de les costes de l'Àfrica oriental fins a Madagascar, Seychelles, Sri Lanka, l'Índia, les Illes Andaman i Nicobar, Indonèsia, República Popular de la Xina, les Filipines, Japó, Illes Marshall, Tuamotu, Melanèsia i Polinèsia. Pot arribar als 60 cm de llargària total.